# F Hydrae
Désignations
F Hydrae (en abrégé F Hya) est une étoile de la constellation de l'Hydre. Elle est visible à l'œil nu avec une magnitude apparente de 4,62. Elle porte également la désignation de Flamsteed de 31 Monocerotis, une désignation désormais rarement utilisée étant donné que l'étoile est dans les limites de l'Hydre. D'après la mesure de sa parallaxe annuelle par le satellite Gaia, elle est située à environ ∼ 933 a.l. (∼ 286 pc) de la Terre. Elle s'en rapproche à une vitesse radiale de −27 km/s.
F Hydrae est une supergéante jaune de type spectral G1Ib et de relativement faible masse. Elle est 5,2 fois plus massive que le Soleil et elle est âgée de 89 millions d'années. Le rayon de l'étoile est 110 fois plus grand que le rayon solaire et sa température de surface est de 5 370 K.
F Hydrae est cataloguée comme une étoile triple. Ses compagnons sont l'étoile de huitième magnitude HD 74394, située à 78,8 secondes d'arc en 2015 et un compagnon de treizième magnitude situé à 57 secondes d'arc, également en date de 2015.